# Viscount Bayning

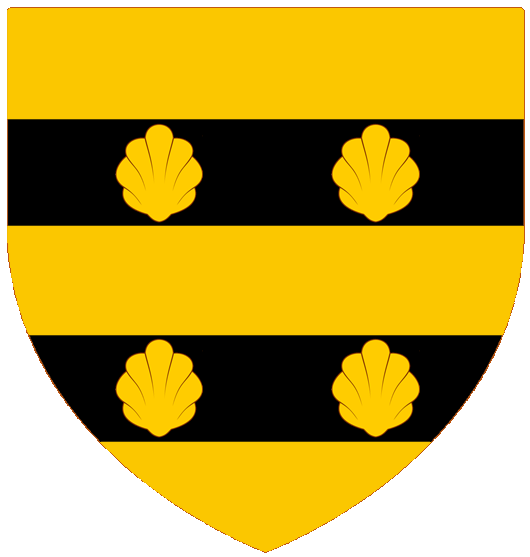
Wappen von Viscount Bayning

Viscount Bayning war ein britischer Adelstitel, der je einmal als erblicher Titel und als Life Peerage in der Peerage of England verliehen wurde.

## Verleihungen
Erstmals wurde am 8. März 1628 der erbliche Titel Viscount Bayning, of Sudbury in the County of Suffolk, für Sir Paul Bayning, 1. Baronet, geschaffen. Er war bereits am 24. September 1611 in der Baronetage of England zum Baronet, of Bentley Parva in the County of Essex, und am 27. Februar 1628 zum Baron Bayning, of Horkesley in the County of Essex, erhoben worden. Die Titel erloschen beim Tod seines Sohnes, des 2. Viscounts, am 11. Juni 1638.
1674 wurde der Titel als Life Peerage für die Tochter des 1. Viscounts erster Verleihung, als Viscountess Bayning, of Foxley in the County of Berks, neu geschaffen. Der Titel erlosch bei ihrem Tod 1678.

## Liste der Viscounts Bayning

### Viscounts Bayning (1628)
- Paul Bayning, 1. Viscount Bayning (1588–1629)
- Paul Bayning, 2. Viscount Bayning (1616–1638)

### Viscountess Bayning (1674)
- Anne Baber, Viscountess Bayning (1619–1678)